# Walter Horacio Peralta Saracho
Horacio Peralta (Montevideo, 3 de juny de 1982) és un futbolista uruguaià, que ocupa la posició de migcampista atacant.
Format al Danubio FC, hi va destacar a les files del Nacional, on aconsegueix 15 gols en 63 partits. El 2004 dona el salt a Europa, on sense massa fortuna, passa per les competicions italiana, espanyola i suïssa.
El 2006 retorna a Sud-amèrica. Eixe any guanya la Copa do Brasil amb el Flamengo. La seua carrera prossegueix per l'Uruguai, una cessió a Portugal, Argentina i Mèxic.
Ha estat internacional amb la selecció de l'Uruguai en 13 ocasions, tot marcant dos gols.